# 容县
容县（邮政式拼音：Jungyün）位于中国广西壮族自治区东南部，是玉林市所辖的一个县。容县地处广西东南部，行政区域面积2257.39平方公里，旅居海外的华侨、华人和港澳台同胞共80万人，是全国著名、广西最大的侨乡，荣获全国卫生县城，縣人民政府駐容州鎮北門街87號。
容縣是全国国土资源节约集约模范县、全国农村中医药先进县、全国科普示范县、全国诗词之乡、国家生猪调出大县、广西科学发展进步县、全区职业教育攻坚先进县、中国最佳生态文化旅游县和广西壮族自治区平安县中国沙田柚之乡、中国长寿之乡、中国铁皮石斛之乡、中国最佳生态文化旅游县、全国科普示范县等荣誉。

## 历史
容县古称容州，西晋置县至今已有1700多年。
- 晋朝（281-420年），今容县地属荡昌县地，隶属交州合浦郡，县治所设于今容城城区。是容县地置县之始，距今1700余年。
- 南朝梁普通四年（523年），改荡昌县为阴石县，置阴石郡，属石州（州治在今藤县），郡治设于阴石，是容县置郡之始。
- 隋朝开皇十八年（598年），复改安人县为宁人县。开皇十九年，将奉化县改名普宁县，隶属扬州永平郡（郡治在今藤县）。
- 唐朝贞观元年（627年），唐太宗颁令各州县以所在地之名山大川命名，铜州镜内有名山大容山，因改铜州为容州，此时置容州普宁郡。
- 明朝洪武二年（1369年），撤销普宁县，其地并入容州。洪武十年（1377年）五月，改容州为容县，隶属广西承宣布政使司梧州府。

## 人口
根據第七次全国人口普查數據顯示：截止至2020年11月1日，容县常住人口为654916人 。 其中漢族人口為648913人，佔99.08%；各少數民族人口為6003人，佔0.92%，其中壯族人口為3937人，佔0.60%。與2010年第六次全國人口普查相比，漢族人口增加20007人，增長3.18%；各少數民族人口增加1770人，增長41.81%，其中壯族人口增加1206人，增長44.16%。

## 行政区划
容县下辖15个镇：
容州镇、杨梅镇、灵山镇、六王镇、黎村镇、杨村镇、县底镇、自良镇、松山镇、罗江镇、石头镇、石寨镇、十里镇、容西镇和浪水镇。

## 交通
- 241国道、 324国道、广昆高速、洛湛铁路横越境内。

## 特产
- 沙田柚：容县沙田柚是中国地理标志产品。
- 霞烟鸡

## 旅游
- 经略台真武阁
- 都峤山
- 容州古城
- 都峤山白鹤塘
- 容县近代建筑

## 人物
清末民国时期，容县产生的将军颇多，出有将军83位（其中上将8人、中将15人）。堪称“民国将军县”这些将军，数量之多仅次于浙江奉化，成为近代中国风云人物荟萃之地，黄绍竑、黄旭初、韦云淞、马晓军、夏威、何柱国、苏祖馨、罗奇、李本一，他们都是从这里走上了中国的政治、军事舞台。这些将军们大部分是在李宗仁、白崇禧、黄绍竑统一广西的战争、北伐战争以及抵抗日本侵略者的战争中成长起来。 
- 杨贵妃：中国古代四大美女之一。（有争议）
- 徐松石：世界壮学和岭南民族历史文化研究先驱。
- 黃鵬奮、黃金韶、黃玉忠：清朝進士，祖孫三代皆出自黃家。
- 黃紹竑：民國桂系首領。
- 劉嘉玲：香港著名電影演員，香港電影金像獎影后得主。